# 破傷風ワクチン
破傷風ワクチン（はしょうふうワクチン）または破傷風トキソイド(TT ; tetanus toxoid)とは、破傷風の予防に用いられる不活化ワクチンである。

## 解説
破傷風ワクチンは1924年に開発され、アメリカ合衆国では1940年から使用されるようになった。破傷風発症率はこのワクチンが使用されるようになってから95%減少した。このワクチンは世界保健機関の必須医薬品リストに掲載されており、医療制度で必要とされる最も効果的で安全な医薬品である。2014年の開発途上国での卸売価格は、1投与$0.17〜$0.65米ドルである。米国での一通りの破傷風予防接種はの値段は$25〜$50米ドルである。

## 接種
小児期に5回の投与が勧められ、青年期に6回の投与が勧められる。さらに10年おきに再投与が勧められる。最初の3回の投与でほとんどの人に免疫がつく。再投与を受けていない人が破傷風感染リスクのある怪我をした場合、怪我から48時間以内のワクチン接種が必要である。
予防接種を受けておらず、感染リスクが高い負傷者は、抗毒素の投与も勧められる。妊娠中の女性は、破傷風の予防接種をしているか確認し、もししていない場合は予防接種を受けることで、新生児破傷風の予防ができる。
破傷風ワクチンは極めて安全なワクチンであり、妊婦やHIV/エイズ患者にも極めて安全に投与できる。25%〜85%の人に発赤と穿刺の痛みがみられる。10%以下の人に発熱、疲労感、軽度の筋肉痛がおこる。重度のアレルギー反応がおこる確率は100,000人中1人以下である。

## 混合ワクチン
破傷風ワクチンには多数の混合ワクチンがあり、例にはジフテリアワクチンと破傷風ワクチンと百日咳ワクチンが組み合わさったDTaPとTdapがあり、その他にジフテリアワクチンと破傷風ワクチンを組み合わせたDTとTdがある。DTaPとDTは7歳未満の小児に投与され、TdapとTdは7歳以上に投与される。小文字のdとpはジフテリアワクチンと百日咳ワクチンそれぞれの強度が低いことを意味している。